# کوه مارمولادا
مارمولادا کوهی در شمال شرق کشور ایتالیا وبزرگترین کوه در رشته کوه دولومیت(بخشی از آلپ)است.

این کوه در مرز بین دو منطقه ترنتینو و ونتو است.ارتفاع این کوه ۳٬۳۴۳ متر است.

## جنگ جهانی اول
این کوه منطقه مرزی و جبهه نبردی بین امپراطوری اتریش-مجارستان و ایتالیا در جنگ جهانی اول بوده‌است.